# Concretiserend besluit van algemene strekking
Concretiserend Besluit van Algemene Strekking (afgekort CBAS) is een term uit het Nederlands recht. Het CBAS is een besluit in de zin van artikel 1:3 Awb en concretiseert als het ware het toepassingsgebruik van een Algemeen verbindend voorschrift (afgekort AVV) naar tijd, plaats en/of object. Het CBAS is niet gelijk aan een AVV, omdat het niet een karakter van een zelfstandige normstelling heeft. Deze zelfstandige normstelling bevat het AVV namelijk al. Het CBAS concretiseert deze normstelling en is daarom afgeleid van het betreffende AVV. Er zou met andere woorden gezegd kunnen worden dat het AVV een algemene rechtsregel is en dat een CBAS de AVV toepast op een concreet geval.

## Bespreking
Een compacte definitie is te vinden in de uitspraak ECLI:NL:CBB:2021:425. Het College van Beroep voor het bedrijfsleven overwoog:
4.3 Volgens vaste jurisprudentie (zie bijvoorbeeld de uitspraak van het College van 28 april 2015, ECLI:NL:CBB:2015:160) is een algemeen verbindend voorschrift een naar buiten werkende, voor de daarbij betrokkenen bindende regel, uitgegaan van het openbaar gezag dat de bevoegdheid daartoe aan de wet ontleent. Een algemeen verbindend voorschrift onderscheidt zich van andere besluiten doordat het algemene abstracte regels bevat, die zich zonder nadere normering voor herhaalde concrete toepassing lenen. Van een algemeen verbindend voorschrift wordt onderscheiden een concretiserend besluit van algemene strekking. Een dergelijk besluit kan worden omschreven als een besluit dat het toepassingsbereik van een algemeen verbindend voorschrift naar tijd, plaats, persoon of object nader bepaalt (concretiseert), zonder evenwel in een zelfstandige normstelling te voorzien. Het ontbreken van een zelfstandige normstelling is het meest onderscheidende criterium.
Het belang van het CBAS is erg toegenomen met de inwerkingtreding van de Awb. Dit is het geval omdat er nog steeds geen bezwaar en beroep kan worden ingesteld tegen een AVV of Beleidsregel, maar dit kan wel tegen een CBAS. Een CBAS is namelijk geen recht in de zin van artikel 79 Wet op de rechterlijke organisatie (afgekort RO) en daarom is artikel 8:3 Awb hier niet van toepassing.
Toch is de keuze soms erg moeilijk of een rechtsregel nu een AVV of een CBAS is, blijkend uit verschillende uitspraken.
De Waard (2012) bespreekt de complicaties in detail.

## Voetnoten
1. ↑  https://wetten.overheid.nl/jci1.3:c:BWBR0005537&hoofdstuk=8&titeldeel=8.1&afdeling=8.1.1&artikel=8:3
2. ↑  ECLI:NL:RVS:2000:AA5105
3. ↑  ECLI:NL:RVS:2009:BH3994
4. ↑  ECLI:NL:RVS:2017:2748
5. ↑  ECLI:NL:CRVB:2022:1859
6. ↑  De Waard 2012.